# Oeneis valerata
Oeneis valerata är en fjärilsart som beskrevs av Burdick 1958. Oeneis valerata ingår i släktet Oeneis och familjen praktfjärilar. Inga underarter finns listade i Catalogue of Life.